# NGC 1679
NGC 1679 este o emission-line galaxy⁠(d) situată în constelația Dalta. A fost descoperită în 18 noiembrie 1835 de către John Herschel. Se află la o distanță de 9,68 megaparseci de Pământ.